# Las truchas
Las truchas es una película española dirigida por José Luis García Sánchez. Obtuvo el Oso de Oro del Festival de Berlín en 1979. Se estrenó en España el 1 de abril de 1978. Es el tercer largometraje de su director. Una de sus singularidades es su reparto coral, que algunos críticos han comparado con las obras de Luis García Berlanga o con El ángel exterminador de Luis Buñuel.

## Argumento
Una agrupación deportiva de pescadores de caña formada por unas cincuenta personas se reúne, como cada año, en un evento festivo que celebran en un restaurante. Sin embargo, diversos imprevistos (una huelga, unos invitados inesperados...) hacen que la cita transcurra con numerosos sobresaltos. 

## Reparto
Entre el numeroso elenco de la película se puede citar a:
| - Héctor Alterio - Juan Amigo - Ofelia Angélica - Carmen Arévalo - María Teresa Arteche - Mary Carrillo | - Luis Ciges - Carla Cristi - Emilio de Diego - María Luisa de la Cruz - Julián del Monte - María Elena Flores | - Roberto Font - Verónica Forqué - Irene Foster - José Lifante - Amparo Valle - Cristina Torres - Enrique San Francisco |

## Premios y nominaciones
Festival de Berlín
| Año  | Categoría  | Película    | Resultado |
| ---- | ---------- | ----------- | --------- |
| 1979 | Oso de oro | Las truchas | Ganadora  |